# Список видов бесчерепных
Головохо́рдовые, или бесчерепны́е (лат. Cephalochordata, Acrania) — подтип хордовых. Включает единственный современный класс ланцетников и несколько ископаемых родов.

## Ланцетники
Существует единственный современный класс Ланцетников, который делится на единственное семейство ланцетниковые к которому относят 30 видов, объединяемых в 3 рода:
- Asymmetron Andrews, 1893
  - Asymmetron inferum Nishikawa, 2004
  - Asymmetron lucayanum Andrews, 1893

- Branchiostoma Costa, 1834
  - Branchiostoma africae Hubbs, 1927
  - Branchiostoma arabiae Webb, 1957
  - Branchiostoma bazarutense Gilchrist, 1923
  - Branchiostoma belcheri (Gray, 1847)
  - Branchiostoma bennetti Boschung & Gunter, 1966
  - Branchiostoma bermudae Hubbs, 1922
  - Branchiostoma californiense Andrews, 1893
  - Branchiostoma capense Gilchrist, 1902
  - Branchiostoma caribaeum Sundevall, 1853
  - Branchiostoma elongatum Sundevall, 1852
  - Branchiostoma floridae Hubbs, 1922
  - Branchiostoma gambiense Webb, 1958
  - Branchiostoma indicum (Willey, 1901)
  - Branchiostoma japonicum (Willey, 1897)
  - Branchiostoma lanceolatum (Pallas, 1774)
  - Branchiostoma leonense Webb, 1956
  - Branchiostoma longirostrum Boschung, 1983
  - Branchiostoma malayanum Webb, 1956
  - Branchiostoma nigeriense Webb, 1955
  - Branchiostoma platae Hubbs, 1922
  - Branchiostoma senegalense Webb, 1955
  - Branchiostoma tattersalli Hubbs, 1922
  - Branchiostoma virginiae Hubbs, 1922

- Epigonichthys Peters, 1876
  - Epigonichthys australis (Raffe, 1912)
  - Epigonichthys bassanus (Günther, 1884)
  - Epigonichthys cultellus Peters, 1877
  - Epigonichthys hectori (Benham, 1901)
  - Epigonichthys maldivensis (Forster Cooper, 1903)

## Ископаемые роды
В настоящее время как головохордовых рассматривают представителей двух кембрийских родов: 
- Cathaymyrus Shu et al., 1996[3] — Cathaymyrus diadexus Shu et al., 1996 и Cathaymyrus haikoensis Luo et Hu, 2001[4]
- Pikaia Walcott, 1911 — единственный вид Pikaia gracilens Walcott, 1911[5]

Виды Yunnanozoon и Haikouella в разных интерпретациях относят к позвоночным, головохордовым, полухордовым или ветуликолиям.